# Logan Cup 2018/19
Der Logan Cup 2018/19 war die 25. Saison des nationalen First-Class-Cricket-Wettbewerbes in Simbabwe und wurde vom 3. Dezember 2018 bis zum 16. Februar 2019 ausgetragen. Gewinner waren die Mountaineers, die ihre vierte Meisterschaft gewannen.

## Format
Die vier Mannschaften spielten in einer Gruppe gegen jedes andere Team jeweils zweimal. Für einen Sieg gab es sechs Punkte, für ein Unentschieden drei, für ein Remis zwei. Zusätzlich gibt es einen Punkt für den Gewinn des ersten Innings. Die Mannschaft mit den meisten Punkten am Saisonende gewinnt den Wettbewerb.

## Resultate
Tabelle
| Team                 | Sp. | S | N | R | WLF | LWF | DWF | DLF | ND | BP | Punkte |
| -------------------- | --- | - | - | - | --- | --- | --- | --- | -- | -- | ------ |
| Mountaineers         | 6   | 4 | 1 | 0 | 0   | 0   | 0   | 0   | 1  | 19 | 45     |
| Mid West Rhinos      | 6   | 2 | 2 | 1 | 0   | 0   | 0   | 0   | 1  | 13 | 29     |
| Mashonaland Eagles   | 6   | 2 | 2 | 0 | 0   | 0   | 0   | 1   | 1  | 10 | 26     |
| Matabeleland Tuskers | 6   | 0 | 3 | 1 | 0   | 0   | 1   | 0   | 1  | 9  | 16     |